# Żołna szkarłatna
Żołna szkarłatna (Merops nubicus) – gatunek średniej wielkości ptaka z rodziny żołn (Meropidae), występujący w Afryce Subsaharyjskiej. Nie jest zagrożony.

## Systematyka
Jest to gatunek monotypowy. Za podgatunek żołny szkarłatnej uznawano bardzo do niej podobną żołnę karminową (M. nubicoides), klasyfikowaną obecnie jako odrębny gatunek.

## Występowanie i środowisko
Występuje w pasie od południowej Mauretanii, Senegalu i Gambii po Erytreę, Etiopię i Somalię. Zimą (na półkuli południowej) przemieszcza się na niewielkie odległości na południe, na wschodzie aż po wschodnią Tanzanię.
Żołna szkarłatna jest ptakiem, który przez większość dnia przemieszcza się w powietrzu nad Afryką. Jej charakterystyczna sylwetka, złożona z spiczastych skrzydeł i dwóch długich piór pośrodku ogona, jest widoczna nad różnymi obszarami. Kiedy żołna odkryje tereny bogate w owady oraz miejsca na gniazda, inne cechy środowiska już jej nie interesują. Jest zdolna do dostosowania się do różnych typów środowisk, w tym bagien namorzynowych, rzadkich lasów, krzewiastych sawann, rozległych trawiastych obszarów, brzegów rzek oraz obszarów rolnych. Jedynymi miejscami, których unika, są tropikalne lasy deszczowe, wysokie góry oraz pustynie.
Sue McLaren i współpracownicy zasugerowali, że rozmieszczenie żołny jest ściśle związane z obecnością wtórnych złóż lessowych w Afryce.

## Morfologia
Średnie wymiary
- Długość ciała – 24–27 cm, dodatkowe 9,5 cm mierzą wydłużone środkowe sterówki ogona[8].
- Masa ciała – 44–60 g[8].

## Pożywienie
Stada żołn szkarłatnych są skutecznymi drapieżnikami, które potrafią polować na duże ilości owadów. Obok pszczół i os oraz rojących się mrówek, ich ofiary obejmują również stada szarańczy wędrownej. W celu polowania, żołny wznoszą się na ciepłych prądach powietrza, przemieszczając się na wysokości od 50 do 100 metrów, skąd zstępują, by atakować owady latające. Do chwytania ofiar w powietrzu, żołny używają swoich długich, szeroko otwartych dziobów. Po udanych polowaniach wracają do punktu obserwacyjnego. Żołny szkarłatne mają zwyczaj siadania na grzbietach antylop, pasącego się bydła, strusi i dropiów, skąd chwytają przelatujące owady. Czasem też żołny siadają na traktorach i latają przy samochodach, chwytając owady, które spadają na ziemię. Żołny często kierują się w stronę dymu na sawannie, wiedząc, że w pobliżu pożarów znajdą wiele uciekających owadów.

## Rozmnażanie
Żołny szkarłatne to bardzo społeczne ptaki, które żyją w dużych stadach składających się z 50 lub więcej osobników. W porze lęgowej tworzą one kolonie, które liczą nawet do 10 000 ptaków. W celu budowy gniazd, żołny szkarłatne wykopują nory w stromych zboczach nadrzecznych, zbudowanych z gliny. Często zaczynają budowę kilku tuneli, zanim zdecydują się na ukończenie jednego z nich. W niektórych ulubionych gniazdowiskach, ilość gniazd jest tak duża, że zbocze ulega zawaleniu. Przed rozpoczęciem pory godowej, samce stają się bardzo agresywne i atakują swoich rywali w powietrzu. Zwycięzca pojedynku oferuje samicy pożywienie, a jeśli zostanie ono przyjęte, para tworzy się i dochodzi do zapłodnienia. Żołny szkarłatne z północnych obszarów składają jaja przed rozpoczęciem sezonu deszczowego, podczas gdy te z południowych regionów robią to trochę później. Samica składa jaja w odstępie dwóch dni, lecz zaczyna je wysiadywać już po złożeniu pierwszego. Dzięki temu, pisklęta wykluwają się stopniowo. Szybko rosną, jednak różnice między najstarszym a najmłodszym pisklęciem są widoczne. W przypadku braku pożywienia, pisklęta walczą między sobą i najmłodsze mogą zginąć z głodu. Pisklęta są w stanie latać po około miesiącu i wtedy kolonia rozpada się.

## Status
IUCN uznaje żołnę szkarłatną za gatunek najmniejszej troski (LC, Least Concern) nieprzerwanie od 1988 (stan w 2021). Liczebność populacji nie została oszacowana, ale ptak ten opisywany jest jako lokalnie pospolity wzdłuż dużych rzek w obrębie zasięgu lęgowego. BirdLife International ocenia trend liczebności populacji jako spadkowy. Do zagrożeń dla gatunku należą nadmierne polowania dla mięsa, podnoszenie się poziomu wody w jeziorach Kariba i Cahora Bassa, obsuwanie się brzegów spowodowane falami generowanymi przez szybkie motorówki oraz ciągłe zmiany poziomu wody w wyniku działalności zapór wodnych.